# Ergül Avcı
Ergül Avcı   (Bursa, 24 de juliol de 1987) és una jugadora de voleibol turca. En la seva carrera professional, ha jugat en equips com Fenerbahçe, Galatasaray, Vakıfbank, Trabzon İdmanocağı, Yeşilyurt, Nilüfer Belediyespor i Bursa Büyükşehir Belediyespor.